# Okręty polskie do XVII wieku
Okręty polskie do XVII wieku

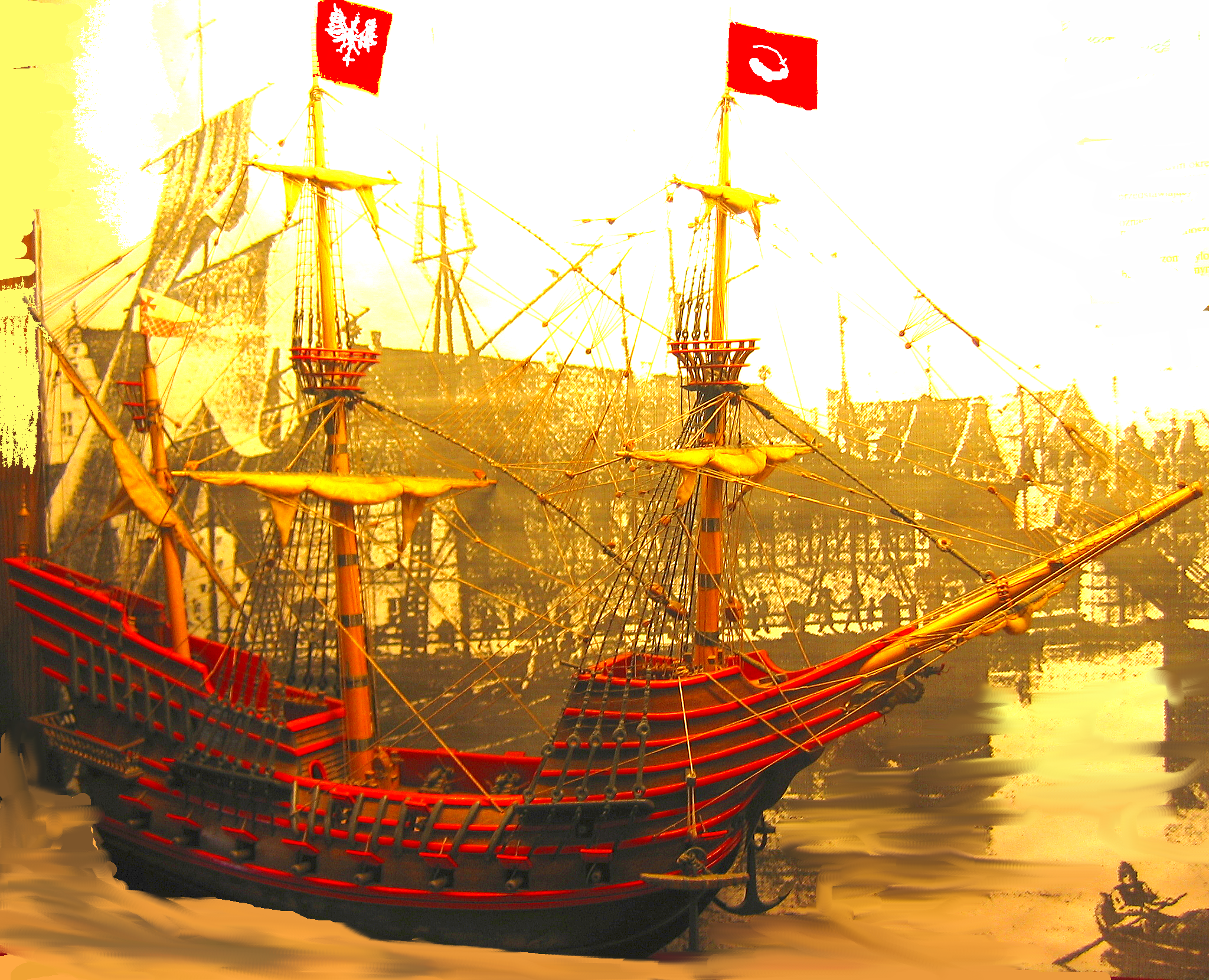
Galeon "Smok"

Proporzec Bojowy polskich okrętów wojennych w XVII w.

Poniższy spis nazw okrętów jest niepełny, z wyjątkiem dość dobrze opracowanego w historiografii okresu 1626 – 1632.

## XV wiek

### Gdańska Flotakaperska
- Peter von Danczk (w służbie 1471 do 1478)

## XVI wiek

### Flota Zygmunta II Augusta
- Smok, galeon (1570 – 1584) – nieukończony

### Flota Zygmunta III Wazy (okres wypraw po tron szwedzki)
- Dorys

- Fortuna

- Łabędź

- Niedźwiedź

- Słowik

- Tetys

- Wilk

## XVII wiek

### Eskadra organizowana przez wojewodę Jana Weyhera
- Admirał

- Angielski Smok

- Anioł
- Czarny Orzeł, 40 lub 48 dział (1599-1599) – zatonął na skale na wysokości miasta Varberg (Szwecja)

- Czerwony Lew

- Jonasz

- Latarnia – (1599 – ?)

- Orzeł Biały
- Panna Wodna

- Żubr
- Święty Eryk (istniał w 1610)

### Flota księcia pruskiego (okręty wydzierżawione od Gdańska)
- Nadzieja, galeon (? – 1626) zdobyty w Piławie i wcielony do floty szwedzkiej pod nazwą Svarta Hunden
- Powitanie, galeon (? – 1626) zdobyty w Piławie i wcielony do floty szwedzkiej pod nazwą Forgyllda Bonan
- Walenty, galeon (?- 1626) zdobyty w Piławie i wcielony do floty szwedzkiej pod nazwą Meerman
- Wielbłąd, galeon (?- 1626) zdobyty w Piławie i wcielony do floty szwedzkiej pod nazwą Delfinen

### Flota polska z okresu pierwszej wojny ze Szwecją
- Arka Noego, pinka – (1625 – 1632) zdobyty przez Szwedów w Wismarze i wcielony do floty szwedzkiej pod nazwą Noe Ark
- Biały Lew, fluita – (? – 1627) rozbrojony
- Biały Pies, pinka – (1628-1632) zdobyty przez Szwedów w Wismarze i wcielony do floty szwedzkiej pod nazwą Vita Hunden
- Czarny Kruk, fluita (1626 – 1628) rozbrojony
- Delfin (1628 – 1632) zdobyty przez Szwedów w Wismarze i wcielony do floty szwedzkiej pod nazwą Delfinem
- Feniks, fluita (1628 – 1632) zdobyty przez Szwedów w Wismarze i wcielony do floty szwedzkiej pod nazwą Feniks
- Król Dawid (König David), galeon (1623 – 1630) zarekwirowany przez lubeczan w 1630 r.
- Latający Jeleń (lub Biegnący Jeleń, Fliegender Hirsch), galeon (1626 – 1627)
- Panna Wodna (Meerweib), pinka (1623 – 1632) zdobyta przez Szwedów w Wismarze i wcielona do floty szwedzkiej pod nazwą Meerweib
- Płomień (Feuerblase), fluita (1626 – 1627) rozbrojony
- Syrena
- Święty Jakub (? – 1632) zdobyty przez Szwedów w Wismarze i wcielony do floty szwedzkiej pod nazwą Sankt Jakob
- Święty Jerzy (Rycerz Święty Jerzy, Sankt Georg), galeon (?-1628) zniszczony na Wiśle przez szwedzką artylerię polową
- Tygrys, galeon (1627 – 1632) zdobyty przez Szwedów w Wismarze
- Wodnik (Meerman), galeon (1623 – 1632) zdobyty przez Szwedów w Wismarze
- Żółty Lew, pinka (1622-1628) zniszczony na Wiśle przez szwedzką artylerię polową

### Flota Władysława IV (wszystkie od ok. 1635, w latach 1641 – 1643 sprzedane)
- Wielkie Słońce – galeon, 270 łasztów, 28 m długości, 32 armaty, 60 marynarzy i 45 żołnierzy, koszt budowy 60 tys. złp, sprzedany w 1641 r.,
- Czarny Orzeł – galeon, 260 łasztów, 25 m dłgości, 24 armaty, 50 marynarzy i 45 żołnierzy, koszt 66 tys. złp, zatonął między 1635-1641 r.,
- Prorok Samuel – galeon, 200 łasztów, 25 m długości, 24 armaty, 45 marynarzy i 40 żołnierzy, koszt 48 tys. złp, sprzedany w 1641 r.,
- Nowy Czarny Orzeł – galeon, 200 łasztów, 25 m długości, 24 armaty, 50 marynarzy i 30 żołnierzy, koszt 54 tys. złp, sprzedany w 1641 r.,
- Biały Orzeł – fluita, 150 łasztów, 23 m długości, 20 armat, 35 marynarzy i 30 żołnierzy, koszt 36 tys. zł[, sprzedany w 1641 r.,
- Charitas – fluita, 150 łasztów, 23 m długości, 20 armat, 35 marynarzy i 30 żołnierzy, koszt 30 tys. złp, zagarnięty przez flotę francuską 1640-1641 r.,
- Gwiazda – fluita, 130 łasztów, 21 m długości, 20 armat, 35 marynarzy i 30 żołnierzy, koszt 24 tys. złp, zatonął w 1639 r. w ujścia rzeki Gwadalkiwir u wybrzeży Portugalii
- Strzelec lub Myśliwiec – fluita, 130 łasztów, 31 m długości, 20 armat, 35 marynarzy i 30 żołnierzy, koszt 30 tys. złp, zagarnięty przez flotę hiszpańską 1640-1641 r.,
- Fortuna lub Święty Piotr – 80 łasztów, 20 m długości, 12 armat, 25 marynarzy i 30 żołnierzy, koszt 18 tys. złp, sprzedany w 1641 r.,
- Mały Biały Orzeł – 70 łasztów, 18 m długości, 4 armaty, 25 marynarzy i 30 żołnierzy, koszt 12 tys. złp, zatonął między 1635-1641 r.,
- galera za 1500 złp.